# Coupe des nations de dressage 2016
Navigation
2015 2017
La Coupe des nations de dressage 2016 (en anglais FEI Nations Cup Dressage 2016), est la 4e édition du circuit coupe des nations organisé par la FEI dans cette discipline.

## Calendrier et résultats
| Date                    | Lieu                              | Équipe vainqueur |
| ----------------------- | --------------------------------- | ---------------- |
| 29 mars au 3 avril 2016 | Wellington, États-Unis CDIO3*     | États-Unis       |
| 12 au 15 mai 2016       | Odense, Danemark CDIO3*           | Danemark         |
| 19 au 22 mai 2016       | Compiègne, France CDIO5*          | États-Unis       |
| 22 au 26 juin 2016      | Rotterdam, Pays-Bas CDIO5*        | Pays-Bas         |
| 7 au 10 juillet 2016    | Falsterbo, Suède CDIO5*           | Suède            |
| 13 au 17 juillet 2016   | Aix-La-Chapelle, Allemagne CDIO5* | Allemagne        |
| 28 au 31 juillet 2016   | Hickstead, Royaume-Uni CDIO3*     | annulé           |

## Classement
|            | Équipe/Épreuve | Points | Points    | Points    | Points    | Points          | Points | Total |
| Wellington | Équipe/Épreuve | Odense | Compiègne | Rotterdam | Falsterbo | Aix-La-Chapelle |        | Total |
| ---------- | -------------- | ------ | --------- | --------- | --------- | --------------- | ------ | ----- |
| 1          | États-Unis     | 10     | (5)       | 15        | 13        | —               | 13     | 51    |
| 2          | Suède          | —      | 8         | 13        | 11        | 15              | (7)    | 47    |
| 3          | Danemark       | 6      | 10        | —         | —         | 13              | 11     | 40    |
| 4          | Allemagne      | —      | 7         | 9         | (0)       | 7               | 15     | 38    |
| 5          | Pays-Bas       | —      | —         | 5         | 15        | 9               | —      | 29    |
| 6          | Royaume-Uni    | —      | 4         | 6         | 7         | —               | 6      | 23    |
| 7          | France         | —      | —         | 11        | 9         | —               | —      | 20    |
| 8          | Espagne        | 7      | —         | —         | —         | —               | 9      | 16    |
| 9          | Australie      | 4      | 6         | —         | —         | —               | 4      | 14    |
| 10         | Belgique       | —      | —         | 7         | 0         | —               | 5      | 12    |
| 11         | Russie         | —      | —         | —         | —         | 11              | —      | 11    |
| 12         | Canada         | 8      | —         | —         | —         | —               | —      | 8     |
| 13         | Costa Rica     | 5      | —         | —         | —         | —               | —      | 5     |
| 14         | Suisse         | —      | —         | 4         | —         | —               | —      | 4     |
| 15         | Finlande       | —      | 3         | —         | —         | —               | —      | 3     |